# آنو موندی

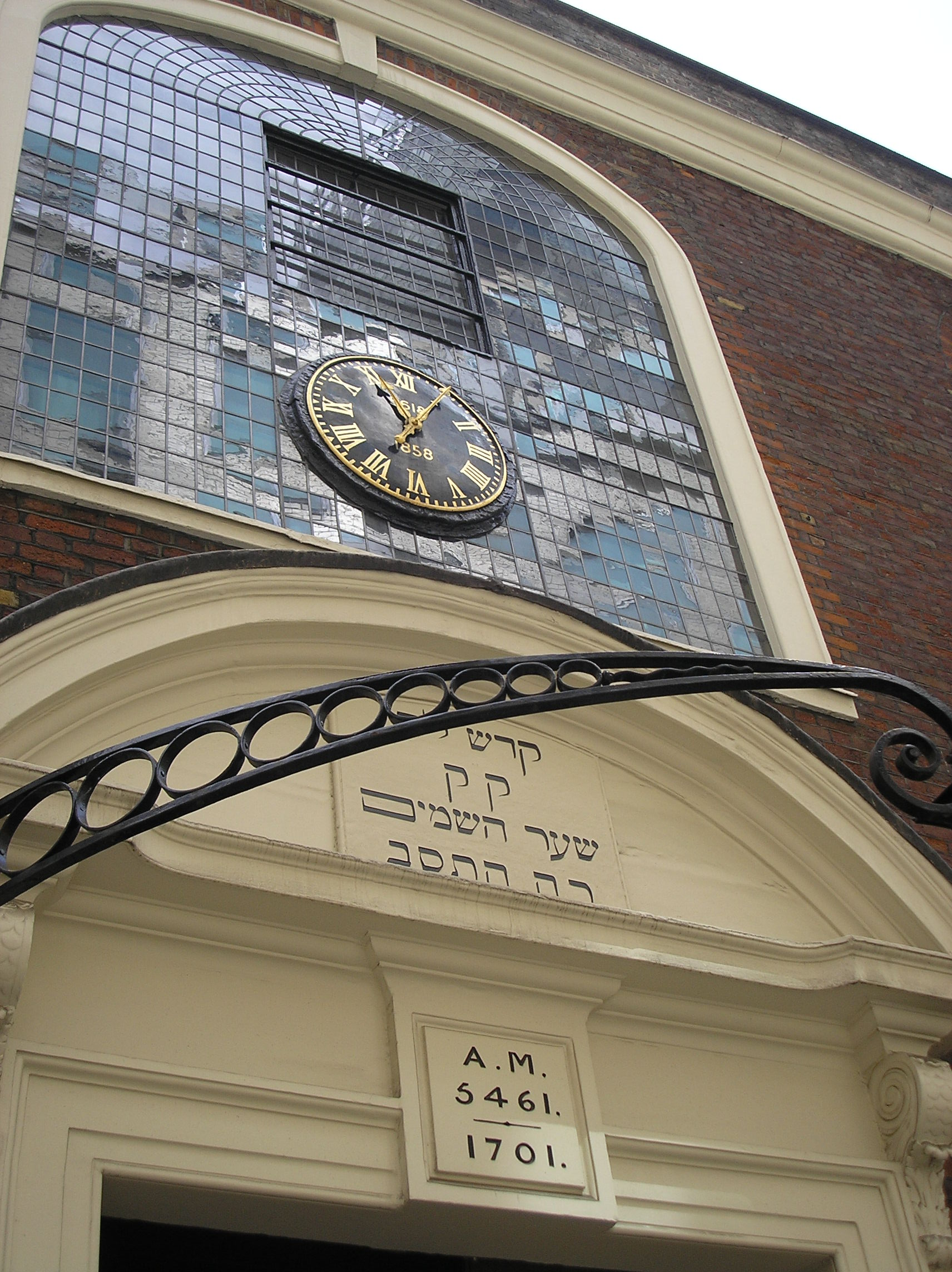
کتیبه بالای کنیسه بویس مارکز، شهر لندن، سال را در آنو موندی (۵۴۶۱) و گاه‌شماری ژولینی (۱۷۰۱) نشان می‌دهد.

آنو موندی (Anno Mundi، از لاتین «در سال جهان»؛ عبری: לבריאת העולם‎، ت. «به آفرینش جهان»، زبان‌های رومی: Livryat haOlam)، که به اختصار AM یا A.M. یا سال پس از آفرینش نامیده می‌شود، یک دوره تقویمی است که بر اساس روایات کتاب مقدس از آفرینش جهان و تاریخ پس از آن بنا شده است.